# Xanthoparmelia lividica
Xanthoparmelia lividica är en lavart som beskrevs av Hale. Xanthoparmelia lividica ingår i släktet Xanthoparmelia och familjen Parmeliaceae.   Inga underarter finns listade i Catalogue of Life.